# Mycoamaranthus
Mycoamaranthus is een geslacht van schimmels behorend tot de familie Boletaceae.

## Soorten
Volgens Index Fungorum bevat het geslacht drie soorten (peildatum december 2023):
| Soortnaam                   | Auteur(s)                                                | Publicatiejaar |
| --------------------------- | -------------------------------------------------------- | -------------- |
| Mycoamaranthus auriorbis    | Castellano, Trappe & Malajczuk                           | 1992           |
| Mycoamaranthus cambodgensis | (Pat.) Trappe, Lumyong, P. Lumyong, Sanmee & Zhu L. Yang | 2003           |
| Mycoamaranthus congolensis  | (Dissing & M. Lange) Castellano & Walleyn                | 2000           |